# Agilulf (Langobarde)

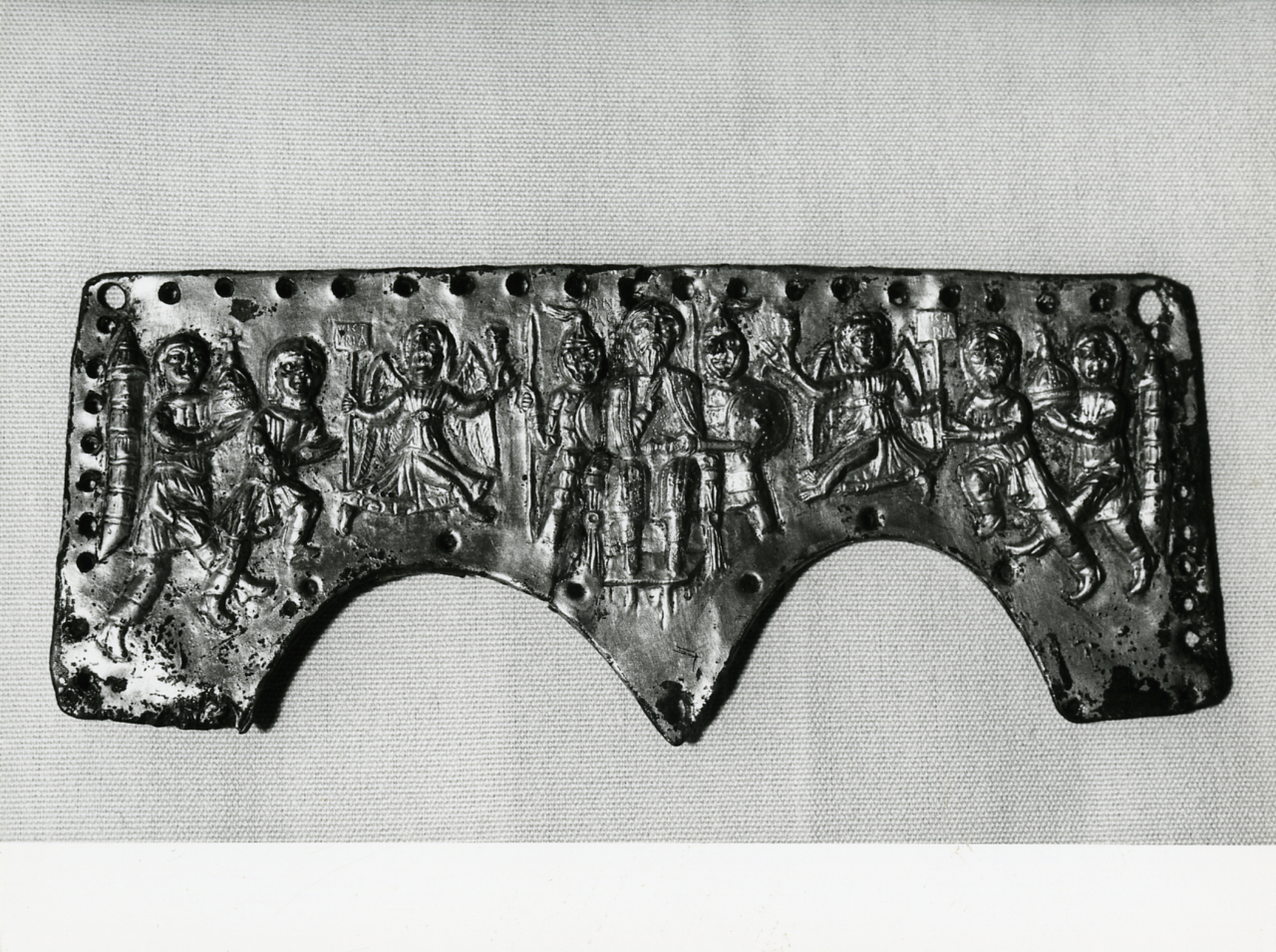
Die Agilulf-Platte, auch Helmplatte von Valdinievole, Bargello-Nationalmuseum, Florenz, fotografiert 1981. Christa Seewald nahm an, dass als Vorlage der klischeehaften Königsdarstellung Münzreliefs dienten.

Agilulf (auch Ago und Turingus (der Thüringer) † 615) war in den Jahren 590–615 König der Langobarden.

## Leben
Agilulf wird von Paulus Diaconus und Papst Gregor dem Großen auch Ago genannt, offenbar eine Kurzform seines Namens. Agilulf war dux Taurinensium civitatis („Herzog der Stadt Turin“). Seine Bezeichnung als „Turingus“ weist nicht auf seine Herzogsstadt hin, sondern auf seine Herkunft vom westgermanischen Stamm der Thüringer. Manchmal wird es auch dux Turingorum de Taurinis genannt, was auf eine größere Gruppe von Thüringern verweist, die sich wahrscheinlich den Langobarden nach der Zerschlagung des Reiches der Thüringer 531 durch die Franken angeschlossen hatten.
Als Herzog von Turin nahm Agilulf am 15. Mai 589 an der Hochzeit des Königs Authari mit Theodelinde, der Tochter des baierischen dux Garibald I., teil. Nachdem Authari am 5. September 590 gestorben war, wurde sein Verwandter Agilulf Anfang November durch Heirat mit Theodelinde, der verwitweten Königin der Langobarden, in Lomello Nachfolger des Authari. Im Mai 591 bestätigten und krönten ihn die langobardischen duces in Mailand als König.
Schon Felix Dahn wies darauf hin, dass die Überlieferung seiner Heirat legendenhafte Züge trägt, lehnte aber die Meinung ab, dass Agilulf den Thron usurpiert und Theodelinde zur Heirat gezwungen habe.

## Herrschaft

Das Reich der Langobarden (blau) um 615 n. Chr.

Die Machtverhältnisse in Italien waren zersplittert: In Ravenna vertrat ein Exarch und in Rom der dux romanus den byzantinischen Kaiser. Die Päpste führten eine eigenständige frankenfreundliche Politik. Die langobardischen Dukate Friaul und Trient an den Grenzen des Reiches sowie Benevent und Spoleto im abgelegenen Süden neigten zu Unbotmäßigkeit.

### Außenpolitik

#### Baiern
Agilulf begann sogleich seine Herrschaft zu konsolidieren. Die Verbindungen zum nördlichen Nachbarn Baiern waren durch seine Heirat gut und konnten z. B. durch die Erhebung seines Schwagers Gundoald zum dux von Asti ausgebaut werden. Dessen Nachfahren stellten die meisten langobardischen Könige bis 712. Der baierische rex (König) Tassilo I. (593–610) war ebenfalls ein Verwandter, möglicherweise ein Bruder von Agilulfs Frau Theodelinde.

#### Frankenreich
Außenpolitisch entspannte er die Beziehungen zum Frankenreich und sandte seinen Schwager dux Ewin von Tridentum (Trient) nach Austrasien um einen Friedensvertrag abzuschließen. Bischof Agnellus von Trient gelang es, durch Vermittlung der Königin Brunichild von Austrasien einige Gefangene des letzten Krieges freizukaufen. Später schloss Agilulf mit Theuderich II. eine pax perpetua (einen ewigen Frieden) und arrangierte 604 die Verlobung seines Sohnes Adaloald mit einer Tochter des Frankenkönigs Theudebert II. Um 611 erneuerte Agilulf den Frieden mit den Franken.

#### Awaren
Um 593 schloss Agilulf auch mit den Awaren Frieden. Um 601 schickte er dem Awaren-Khagan Schiffszimmerleute zum Bau einer Flotte und schloss einen pacem perpetuam (ewigen Frieden), der auch einen „Beistandspakt“ enthielt. Um 610 drangen die Awaren plündernd in Friaul ein. Gisulf II. von Friaul fiel bei der Verteidigung. Die Hauptstadt Forum Julii wurde erobert, Frauen und Kinder nach Pannonien verschleppt und die Männer getötet. Gisulfs Söhnen gelang die Flucht.

#### Byzantinisches Reich
Der Konflikt mit dem Byzantinischen Reich dauerte an. Die duces Ariulf von Spoleto und Arichis I. von Benevent hatten 592 einige Städte besetzt und Neapel bedrängt. Papst Gregor schloss mit den Langobarden einen Separatfrieden. Der byzantinische Exarch Romanus, der in diesen Frieden nicht eingeschlossen war, unternahm einen Feldzug (592–593) bei dem er die Orte Sutrium (Sutri), Polimartium (Bomarzo), Hortas (Orte), Tuder (Todi), Ameria (Amelia), Perusia (Perugia), Luceolis (Cantiano) u. a. zurückeroberte. Nun griff auch Agilulf ein. Er eroberte Perugia, dessen langobardischer dux Maurisio übergelaufen war. Dann marschierte er auf Rom, zog sich dann aber aus unbekannten Gründen zurück. Papst Gregor versuchte erneut einen Friedensvertrag zwischen Agilulf auf der einen, Kaiser Maurikios und dem Exarchen Romanus auf der anderen Seite zu vermitteln. Erst nach dem Tod des Romanus 598 konnte ein Waffenstillstand abgeschlossen werden. Der Vertrag war auf ein Jahr befristet, wurde aber um ein weiteres verlängert.
Ab 601 führte Agilulf mehrere Feldzüge gegen Ostrom, nachdem seine Tochter und sein Schwiegersohn Gudescalc (Gottschalk) durch den byzantinischen Exarchen Kallinikos aus Parma nach Ravenna entführt worden waren. Patavium (Padua) wurde belagert und eingenommen, die Garnison ließ Agilulf nach Ravenna abziehen. Mit den verbündeten Awaren und Slawen brandschatzte und plünderte Agilulf das byzantinische Istrien. 602 griffen die Langobarden das castrum Monselice an. Im Juli 603 verließ Agilulf Mediolanum (Mailand) und belagerte mit awarischen Hilfstruppen Cremona, das er am 21. August einnahm. Am 13. September fiel Mantua, dessen Garnison er abermals nach Ravenna entließ. Das castrum Vulturina (Valdoria) ergab sich und die Garnison von Brexillus (Brescello) setzte ihre Stadt in Brand und floh. Der neue Exarch von Ravenna, patricius Smaragdus, schloss im September mit den Langobarden einen neunmonatigen Waffenstillstand. Agilulfs Tochter wurde mit ihrem Mann und ihren Kindern freigelassen und ging nach Parma, wo sie bald darauf bei der Geburt eines weiteren Kindes starb. In der Toskana eroberten die Langobarden nach Ablauf des Waffenstillstandes im April 605 die Städte Balneus Regis (Bagnarea) und Urbs Vetus (Orvieto), bevor Smaragdus im November den Frieden für 12.000 Solidi erkaufte.
Agilulf sandte seinen notarius Stablicianus nach Konstantinopel zu Kaiser Phokas, um zu einem endgültigen Frieden zu gelangen. Darauf kamen byzantinische Gesandte mit „Geschenken“ nach Italien und ein einjähriger Friede wurde vereinbart. Das waren die ersten direkten Verhandlungen zwischen einem langobardischen König und dem byzantinischen Kaiser, die bisherigen Verträge waren von Exarchen geschlossen worden. Damit war das langobardische Königtum in Italien de facto von Byzanz anerkannt. Dieser Frieden wurde vom nachfolgenden Kaiser Herakleios 611 und 612 um je ein weiteres Jahr verlängert.

### Innenpolitik
Nicht alle duces der Langobarden waren mit dem neuen König einverstanden. Die eigenmächtige Erhebung des landflüchtigen Gundoald zum dux von Asti und die verstärkende Legitimation seines Königtums durch die Heirat mit der Enkelin König Wachos haben die Ablehnung der oppositionellen langobardischen Großen noch bestärkt. Innenpolitisch wusste er sich gegen diese duces durchzusetzen: Zangrolf von Verona und Mimulf von der Isola San Giulio ließ er 593 hinrichten und durch eigene Vertraute ersetzen.
Dux Gaidulf von Bergamo rebellierte gegen Agilulf und verschanzte sich in seiner Stadt, bevor er sich unterwarf. Gaidulf erhob sich erneut und verschanzte sich auf der Isola Comacina. Als Agilulf die Insel eroberte, floh Gaidulf nach Bergamo, wo er vom König ergriffen und begnadigt wurde. Nach einer erneuten Rebellion 593 wurde Gaidulf hingerichtet.
Auch dux Ulfari von Tarvisium (Treviso) rebellierte gegen Agilulf, wurde von ihm belagert und gefangen genommen.
Agilulfs Macht reichte nicht aus, um die heimfallenden Herzogtümer aufzuteilen und in unmittelbare Verwaltung durch königliche Gastalden (Amtmänner) zu nehmen. Der Adel wartete auf die neuerliche Vergabe erledigter Herzogtümer und auf die Herzogsgeschlechter war der König offenbar angewiesen. Um 600 erhoben sich Gaidoald von Trient und Gisulf von Friaul gegen Agilulf, der die Rebellion 602 niederschlug, die duces aber begnadigte.
Unter Agilulfs Herrschaft erholte sich Italien allmählich von den Zerstörungen der vorangegangenen Invasionen. Monza wurde zu einer prachtvollen Sommerresidenz ausgebaut, in der ein Palast und der Dom San Giovanni Batista entstanden.

### Religionspolitik
Agilulf selbst war Arianer, aber unter dem Einfluss seiner katholischen Frau Theodelinde suchte er die Annäherung an den katholischen Papst in Rom. So gestattete er einigen vor den Langobarden geflohenen Bischöfen die Rückkehr und gab auch enteignete Kirchengüter zurück. Immerhin aber hielt man sich an die „schismatischen“ Bischöfe, die infolge des Dreikapitelstreits vom Papst abgefallen waren.
So scheint es, dass Agilulf bei einer Sedisvakanz versuchte einen von ihm begünstigten schismatischen Anhänger der drei Kapitel als Bischof von Mailand wählen zu lassen, wobei der Mailänder Klerus mit Rücksicht auf die von den Langobarden kontrollierten Kirchengüter schwankte, wie er sich verhalten sollte. Papst Gregor erklärte, ein Schismatiker könne nicht den Stuhl des h. Ambrosius einnehmen, und verhinderte dadurch, dass der Nordwesten Italiens, wie der Nordosten unter dem Patriarchen von Aquileia, dem päpstlichen Einfluss entzogen wurde.
Der einzige Sohn Agilulfs, der Thronerbe Adaloald, wurde 603 vom Bischof Secundus von Trient katholisch getauft, obwohl Agilulf selbst zeitlebens Arianer blieb, wie aus Briefen des heiligen Columban und Papst Gregor des Großen hervorgeht.
Dem irischen Missionar Columban stellte er 612 bereitwillig Land zur Gründung der Abtei Bobbio zur Verfügung. Bobbio wurde bald zu einem Zentrum der Missionierung unter den überwiegend arianischen Langobarden.

### Tod und Nachfolge
Agilulf starb 615 nach 25 Regierungsjahren als erster Langobardenkönig eines natürlichen Todes. Für den noch unmündigen Nachfolger Adaloald, den Agilulf mit einer Tochter des Frankenkönigs Theudebert II. verheiratet hatte, führte Theodelinde die Regentschaft.

### Biografisches
- Charlotte Schroth-Köhler: Agilulf. In: Lexikon des Mittelalters (LexMA). Band 1. Artemis & Winkler, München/Zürich 1980, ISBN 3-7608-8901-8, Sp. 208 f.
- John R. Martindale: The Prosopography of the Later Roman Empire. Bd. IIIb, Cambridge 1992, S. 27–29.
- Ottorino Bertolini: Agilulfo, re dei Longobardi, in: Dizionario Biografico degli Italiani 1 (1960) 389–397.

### Teil übergreifender Darstellungen
- Hermann Fröhlich: Studien zur langobardischen Thronfolge, Teil 1, Tübingen 1980, S. 99–115.
- Jörg Jarnut: Geschichte der Langobarden. Kohlhammer, Stuttgart 1982, ISBN 3-17-007515-2, S. 42–46, 53–56.
- Wilfried Menghin: Die Langobarden. Theiss-Verlag, Stuttgart 1985.

### Ältere Literatur
- Felix Dahn: Agilulf. In: Allgemeine Deutsche Biographie (ADB). Band 45, Duncker & Humblot, Leipzig 1900, S. 706–709.
- Ludo Moritz Hartmann: Geschichte Italiens im Mittelalter. Bd. II Teil 1, Wigand, Leipzig 1900, S. 98 ff. (Digitalisat) und Teil 2, Perthes, Gotha 1903, S. 18 ff.
- Thomas Hodgkin: Italy and her Invaders, Bd. VI, Oxford 1895, S. 27 ff. (Digitalisat)